# Roger Manderscheid
Roger Manderscheid (ur. 1 marca 1933 w Itzig, zm. 1 czerwca 2010 w Luksemburgu) – pisarz luksemburski, tworzący w języku luksemburskim i niemieckim. Uważa się go, obok Guya Reweniga, za prekursora pisania prozy artystycznej po luksembursku.
Jego najważniejszym dziełem jest trylogia, przedstawiająca losy ludzkie na tle najnowszej historii Luksemburga. Na podstawie pierwszego tomu trylogii, Schacko Klak (1989), który przedstawia perypetie młodego człowieka wchodzącego w dorosłe życie, powstał film, wyreżyserowany przez Franka Hoffmanna i Paula Kieffera. Kontynuacją tej powieści jest utwór De Papagei um Käschtebam (1991), wyróżniony w 1992 r. nagrodą literacką fundacji Servais.
Manderscheid przez wiele lat był prezesem Luksemburskiego Związku Pisarzy. W 1990 roku zdobył Nagrodę Batty’ego Webera za całokształt twórczości.